# Колапијетро (Фрозиноне)
Колапијетро је насеље у Италији у округу Фрозиноне, региону Лацио.
Према процени из 2011. у насељу је живело 139 становника. Насеље се налази на надморској висини од 122 м.